# Mariano Brull
Mariano Brull Caballero, né le 24 février 1891 à Camagüey (Cuba) et mort le 8 juin 1956 à La Havane, est un poète et essayiste cubain.